# Concord (Michigan)
Concord è un villaggio degli Stati Uniti d'America, situato nello Stato del Michigan, nella contea di Jackson.